# Fabian Wilhelm von der Osten-Sacken
Fabian Gottlieb Fürst von der Osten-Sacken (em russo: Фабиа́н Вильге́льмович О́стен-Са́кен, romanizado: Fabian Vilguelmovich Osten-Saken; 20 de outubro (O. S.: 9) de 1752 - 7 de abril (O. S.: 26 de março) de 1837) foi um marechal de campo germano-báltico a serviço do Exército Imperial Russo que liderou o país contra o Ducado de Varsóvia e mais tarde governou Paris durante a breve ocupação da cidade pela coalizão antifrancesa.